# 天鹅海
天鹅海是四川省九寨沟风景区的一个半沼泽湖泊。是九寨沟日则景区最高的景点，从沟口到沟顶原始森林景区距离有40多公里，海拔2905米，面积5.5万平方米，最宽处125米。